# Илунга, Де Пьевр
Де Пьевр Ги Боа Илунга (швед. De Pievre Guy Boa Ilunga; род. 2 января 2006, Эребру) — шведский футболист, полузащитник клуба «Дегерфорс».

## Клубная карьера
Начинал заниматься футболом в «Эребру». В 2022 году присоединился к молодёжной команде «Дегерфорса». С начала 2023 года стал привлекаться к тренировкам с основной командой. 3 февраля подписал с клубом первый профессиональный контракт, рассчитанный на три года. За основной состав впервые сыграл 5 марта 2023 года в игре группового этапа кубка страны с «Мальмё». 4 мая дебютировал в чемпионате Швеции в матче против «Гётеборга», заменив на 71-й минуте Кристоса Гравиуса.

## Клубная статистика
| Выступление      | Выступление      | Выступление      | Лига | Лига | Кубки | Кубки | Конт. кубки | Конт. кубки | Итого | Итого |
| Клуб             | Лига             | Сезон            | Игры | Голы | Игры  | Голы  | Игры        | Голы        | Игры  | Голы  |
| ---------------- | ---------------- | ---------------- | ---- | ---- | ----- | ----- | ----------- | ----------- | ----- | ----- |
| Дегерфорс        | Алльсвенскан     | 2023             | 1    | 0    | 1     | 0     | 0           | 0           | 2     | 0     |
| Дегерфорс        | Итого            | Итого            | 1    | 0    | 1     | 0     | 0           | 0           | 2     | 0     |
| Всего за карьеру | Всего за карьеру | Всего за карьеру | 1    | 0    | 1     | 0     | 0           | 0           | 2     | 0     |